# Sant Sebastià del Pont

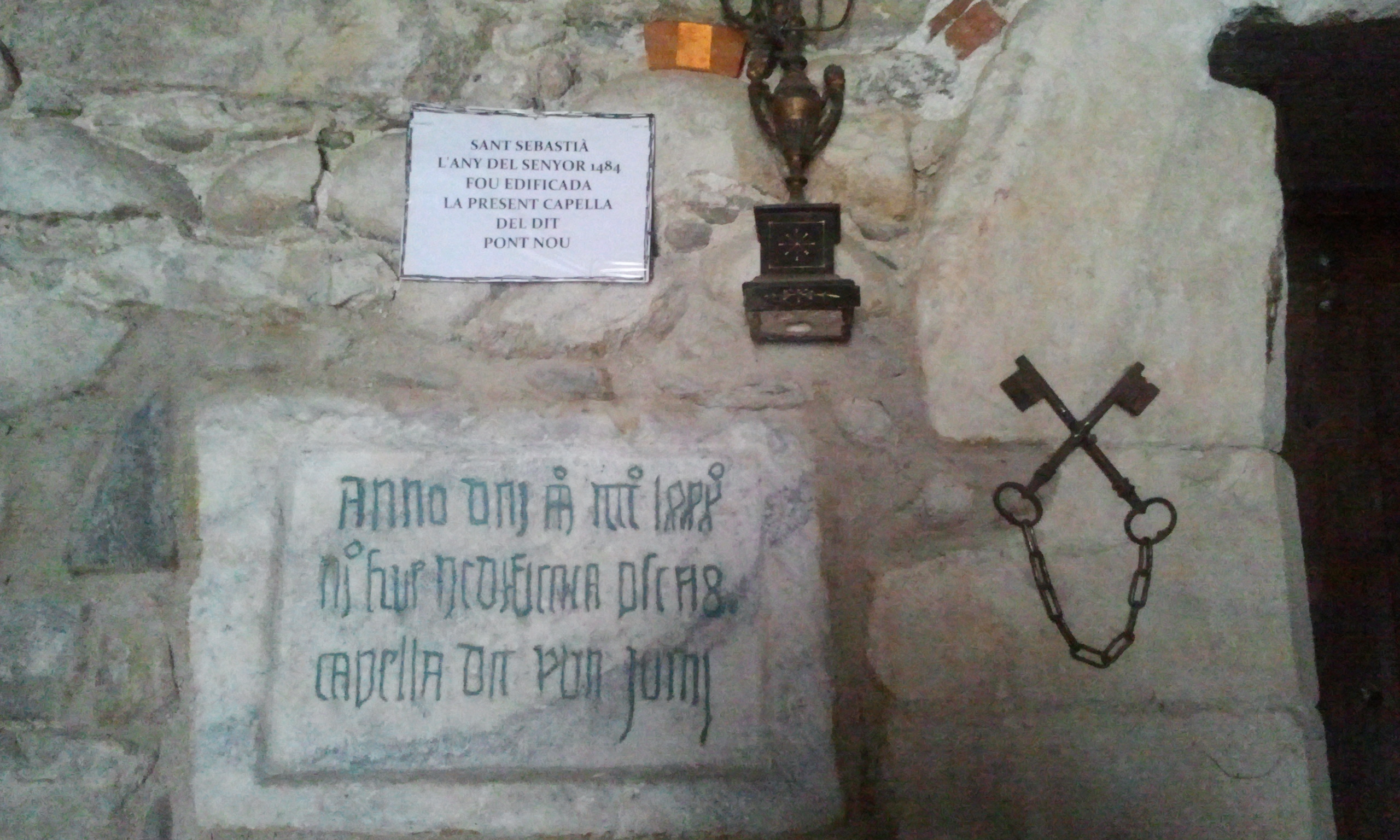
Inscripció al costat de la porta de la capella

Sant Sebastià del Pont és una capella del terme comunal de vila de Ceret, a la comarca del Vallespir, de la Catalunya del Nord.
És a l'extrem nord del Pont del Diable, a l'esquerra del Tec. És a prop del cap del pont i a tocar de la carretera general.
Tal com diu la làpida conservada al costat de la porta de la capella, fou construïda l'any 1484.